# Fritwell
Fritwell is een civil parish in het bestuurlijke gebied Cherwell, in het Engelse graafschap Oxfordshire met 736 inwoners.